# Lavinia
Lavinia je ženské křestní jméno nějasného původu. Pravděpodobně je etruského původu. V římské pověsti Lavinia byla dcerou krále Latina, manželkou Aenea a prapředkem římského lidu. Podle pověstí Aeneas pojmenoval město Lavinium na počest své manželky.

## Zahraniční variace
- Lavínia – slovensky, maďarsky, portugalsky, katalánsky

## Fiktivní nositelky
- Lavinia Andonicus – postava ze shakespearovské tragédie Titus Andronicus
- Lavinia Herbert – postava v knize Malá princezna

## Reálné nositelky
- Emma Lavinia Gilford – první manželka básníka Thomase Hardyho
- Lavinia Blackwall – členka britské folkrockové skupiny Trembling Bells
- Lavinia Burnett – první žena popravena ve státě Arkansas
- Lavinia Byrne – bývalá římskokatolická jeptiška
- Lavinia Crosse – zakladatelka Community of All Hallows
- Lavinia Fenton – britská herečka
- Lavinia Fisher – první sériová vražedkyně ve USA
- Lavinia Fitzalan-Howard – norfolkská hraběnka
- Lavinia Fontana – italská malířka
- Lavinia Greenlaw – britská básnířka a romanopiskyně
- Lavinia Meijer – nizozemská harfista
- Lavinia Milosovici – rumunská gymnastka
- Lavinia Stan – rumunsko-kanadská politoložka
- Lavinia Sandru – rumunská politička
- Lavinia Warren – americká trpaslice
- Lavínia Vlasak – brazilská herečka